# Karim Rekik
Karim Rekik (* 2. Dezember 1994 in Den Haag, Niederlande) ist ein niederländischer Fußballspieler, der seit 2023 in den VAE beim Al-Jazira Club unter Vertrag steht.

## Karriere
In der Jugendabteilung von Feyenoord Rotterdam ausgebildet, wechselte Rekik im Sommer 2011 zum amtierenden englischen Pokalsieger Manchester City. Im September 2011 debütierte er unter Roberto Mancini für die erste Mannschaft im League Cup. Ende März 2012 wurde er bis zum Saisonende an den Zweitligisten FC Portsmouth ausgeliehen.
Nach seiner Rückkehr zu den Citizens gab er am 22. Dezember 2012 gegen den FC Reading sein Premier-League-Debüt. Ab Mitte Februar 2013 war er als Leihspieler für den Zweitligisten Blackburn Rovers aktiv, ehe er im Sommer 2013 direkt an den amtierenden niederländischen Vizemeister PSV Eindhoven weiterverliehen wurde. Im August 2014 wurde die Leihe für die Saison 2014/15 verlängert.
Zur Saison 2015/16 wechselte Rekik in die französische Ligue 1 zu Olympique Marseille.
Zur Saison 2017/18 wechselte Rekik in die Bundesliga zu Hertha BSC. Sein Ligadebüt gab er beim 2:0-Heimsieg am 19. August 2017 (1. Spieltag) gegen den VfB Stuttgart. Beim 2:1-Sieg gegen den Hamburger SV am 28. Oktober 2017 (10. Spieltag) erzielte er seinen ersten Bundesligatreffer. Insgesamt absolvierte der Verteidiger 64 Spiele für die Berliner und erzielte dabei drei Tore.
Anfang Oktober wechselte Rekik zum Europa-League-Sieger FC Sevilla und unterschrieb dort einen Vertrag bis 2025. In der Saison 2022/23 bestritt er 16 von 38 möglichen Ligaspielen für Sevilla, in denen er ein Tor schoss, drei Pokalspiele, ein Spiel in der Champions League und zwei Spiele in der Europa League. Die Saison endete mit dem Gewinn der Europa League 2022/23.
Im Sommer 2023 wechselte er nach Abu Dhabi in die VAE zum Al-Jazira Club.

## Privates
Karims jüngerer Bruder Omar (* 2001) ist ebenfalls Profifußballer.

## Erfolge
- Europa-League-Sieger: 2023
- Niederländischer Meister: 2015
- U17-Europameister: 2011